# Eleotris macrolepis
Eleotris macrolepis är en fiskart som först beskrevs av Bleeker, 1875.  Eleotris macrolepis ingår i släktet Eleotris och familjen Eleotridae. Inga underarter finns listade i Catalogue of Life.